# Bomba Gama
Bomba Gama ou Bomba-G foi a bomba nuclear criada por Bruce Banner, nas histórias em quadrinhos da editora Marvel Comics em 1962. Ela tinha o objetivo de apenas destruir construções sem ferir qualquer tipo de vida e também, sem deixar rastros de radiação. Foi ela que deu origem ao personagem Hulk, ao ser detonada no Novo México.